# Əhmədli (stanice metra v Baku)
Əhmədli je stanice na lince 1 a 2 metra v Baku, která se nachází mezi stanicemi Xalqlar Dostluğu a Həzi Aslanov.

## Popis
Stanice Əhmədli byla otevřena spolu se stanicí Xalqlar Dostluğu 28. dubna 1989. Byly to poslední stanice metra v Baku uvedené do provozu za sovětské éry. Stanice se nachází v oblasti Xətai. Navrhli ji architekti L. Koçubey a L. Avramenko. Až do roku 2002 byla poslední stanicí na lince 1.